# Ricky Berry
Ricky Alan Berry (Lansing, 6 ottobre 1964 – Fair Oaks, 14 agosto 1989) è stato un cestista statunitense, professionista nella NBA.
Nel 1989 commette suicidio all'età di 24 anni sparandosi alla testa.

## Carriera
Venne selezionato dai Sacramento Kings al primo giro del Draft NBA 1988 (18ª scelta assoluta).
Con gli Stati Uniti disputò i Giochi panamericani di Indianapolis 1987.